# Otakar Fischer
Otakar Fischer (15. května 1884 Jeneč – 14. července 1968 Praha) byl rakousko-uherský, český a československý státní úředník a politik, za druhé republiky ministr vnitra, později ministr vnitra Protektorátu Čechy a Morava.

## Biografie
Vystudoval práva na Vídeňské univerzitě. Pracoval jako státní úředník v Opavě, Brně a ve Vídni. Po roce 1918 působil coby úředník československého ministerstva vnitra. V letech 1924–1931 byl radou Nejvyššího správního soudu ČSR, v období let 1931–1938 působil jako odborový přednosta ministerstva vnitra. K roku 1938 se uvádí jako přednosta odboru na ministerstvu.
Od 1. prosince 1938 zastával funkci ministra vnitra v první vládě Rudolfa Berana. Portfolio si udržel i v druhé vládě Rudolfa Berana, nyní již jako ministr vnitra Protektorátu Čechy a Morava. Na postu setrval do dubna 1939.
Po druhé světové válce proti němu bylo vedeno trestní řízení, ale později byl zproštěn viny.